# Alphonse Picou
Alphonse Picou (New Orleans, 19 oktober 1878 – aldaar, 4 februari 1961) was een Amerikaanse jazzklarinettist. Naast George Baquet en zijn leraar Lorenzo Tio telde Picou met zijn vloeiende spel als belangrijkste klarinettist van de eerste generatie van de New Orleans Jazz. 

## Biografie
Picou had pas op 14-jarige leeftijd trombone geleerd, voordat hij wisselde naar de klarinet en aanvankelijk ragtime speelde in het Indepence Orchestra van Boo Boo Fortunea, voordat hij zich in 1894 aansloot bij de Accordiana Band. Rond de overgang van de 19e naar de 20e eeuw speelde Picou in de Excelsior Brass Band en wisselde daarna naar het Olympia Orchestra van Freddie Keppard. Daarna werkte hij bij George Moret, John Robichaux en Bunk Johnson. Tijdens de jaren voor de Eerste Wereldoorlog speelde hij in de Tuxedo Brass Band in New Orleans. Rond 1915 speelde hij kort in Chicago met Manuel Perez in het Arsonia Café, maar keerde echter na twee jaar terug naar New Orleans. Zijn composities Onzaga Blues, Olympia Rag, Alligator Hop en Snake Rag, deels in opdracht van King Oliver ontstaan, werden vaak gespeeld.
In 1918 speelde hij in de band van Wooden Joe Nichols. Hij behielp zich tijdens de jaren 1920 in salonorkesten en brassbands, die eigenlijk andere muziek speelden. In 1932 trok hij zich terug uit de muziekbusiness en werkte hij vanaf dan als loodgieter. Ten tijde van de dixieland-revivals van de jaren 1940 keerde Picou terug op het podium en speelde en maakte hij opnamen met Papa Celestin en Kid Rena. Hij leidde zijn eigen kleine band in New Orleans tijdens de jaren 1950 en concerteerde met de Eureka Band. 

## Overlijden
Alphonse Picou overleed in februari 1961 op 82-jarige leeftijd. Er kwam een uitgebreide «jazzfuneral» met 1500 deelnemers door de straten van New Orleans.